# Worcester Rugby
Il Worcester Rugby Football Club (attualmente noto anche come Worcester Warriors) è un club di rugby XV britannico fondato nel 1871 a Worcester. Affiliato alla federazione rugbystica inglese, milita attualmente in Guinness Premiership.